# Prix Antonovitch
Le prix Antonovitch (en ukrainien : Премія фундації Антоновичів) est un prix linguistique récompensant des auteurs ou institutions promouvant la langue ukrainienne.
Il est créé en 1981 par la Foundation Omelian et Tetiana Antonovytch et est doté de US$10,000.

## Histoire

### Distingué(e)s
- 1981 : Vassyl Barka.
- 1982 :  Orest Soubtelny, Vassyl Stous.
- 1983 : Linda Gordon, Emma Andiyevska.
- 1986 : Natalia Livytska-Kholodna.
- 1987 : Robert Conquest.
- 1990 : Ivan Dziouba.
- 1991 : Bohdan Hawrylyshyn, Zbigniew Brzeziński, Ivan Dratch.
- 1994 : Olena Apanovytch et Yevhen Houtsalo.
- 1994 : Mykhaïlyna Kotsioubynska.
- 1999 : Ihor Chevtchenko[1]
- 2001 : Iouri Androukhovytch.
- 2003 : Mykola Riabtchouk.
- 2004 : Dmytro Pavlytchko.
- 2006 : Borys Gudziak.
- 2007 : Yaroslav Hrytsak.
- 2009 : Oksana Zaboujko.
- 2014 : Timothy Snyder.
- 2015 : Serhiy Plokhiy[2].
- 2017 : Anne Applebaum.
- 2020 : le journal Svoboda[3].